# Lada Priora
Der Lada Priora war eine Fahrzeugfamilie des russischen Autoherstellers AwtoWAS. Er wurde von März 2007 bis zum Jahre 2018 hergestellt und wurde bis Juli 2014 auch in Deutschland angeboten, zu Preisen ab 8500 Euro (2009). Einziger Motor ist ein 1,6-Liter-Ottomotor mit 72 kW (98 PS) und 145 Nm, der anfangs die Euro-4-Norm, seit 2011 die Euro-5-Norm erfüllt. Der Verbrauch ist mit 6,3 l / 100 km angegeben. Alternativ ist auch eine Variante mit Autogasantrieb verfügbar. Als erstes Fahrzeug der Marke hat der Priora ein Antiblockiersystem.
Am 27. Juni 2011 verkündete der Hersteller AwtoWAS, dass es den Lada Priora bald in einer neuen Motorvariante geben werde. Der Ottomotor soll 66 kW (90 PS) Leistung haben und um 39 Prozent leichter sein als der Motor des Basismodells. Auch soll der neue Motor langlebiger sein und bis zu 200.000 km Laufleistung erreichen.
Am 4. August 2011 wurde die baldige Einführung einer neuen Modellvariante angekündigt, die sowohl von Benzin als auch von Erdgas angetrieben werden soll. Das Modell soll Lada Priora CNG heißen. Der Benzintank soll 43 Liter fassen und die vier Gasbehälter insgesamt 96 Liter. Die maximale Reichweite mit Benzin soll 580 km und mit Erdgas 330 km betragen.
Bis zum 16. Mai 2012 wurden 650.000 Fahrzeuge dieses Modells produziert.
2014 wurde der Import nach Deutschland eingestellt.

## Modelle
- 2170 – Stufenheck-Limousine
- 2171 – Kombi
- 2172 – Fließheck
- Coupé

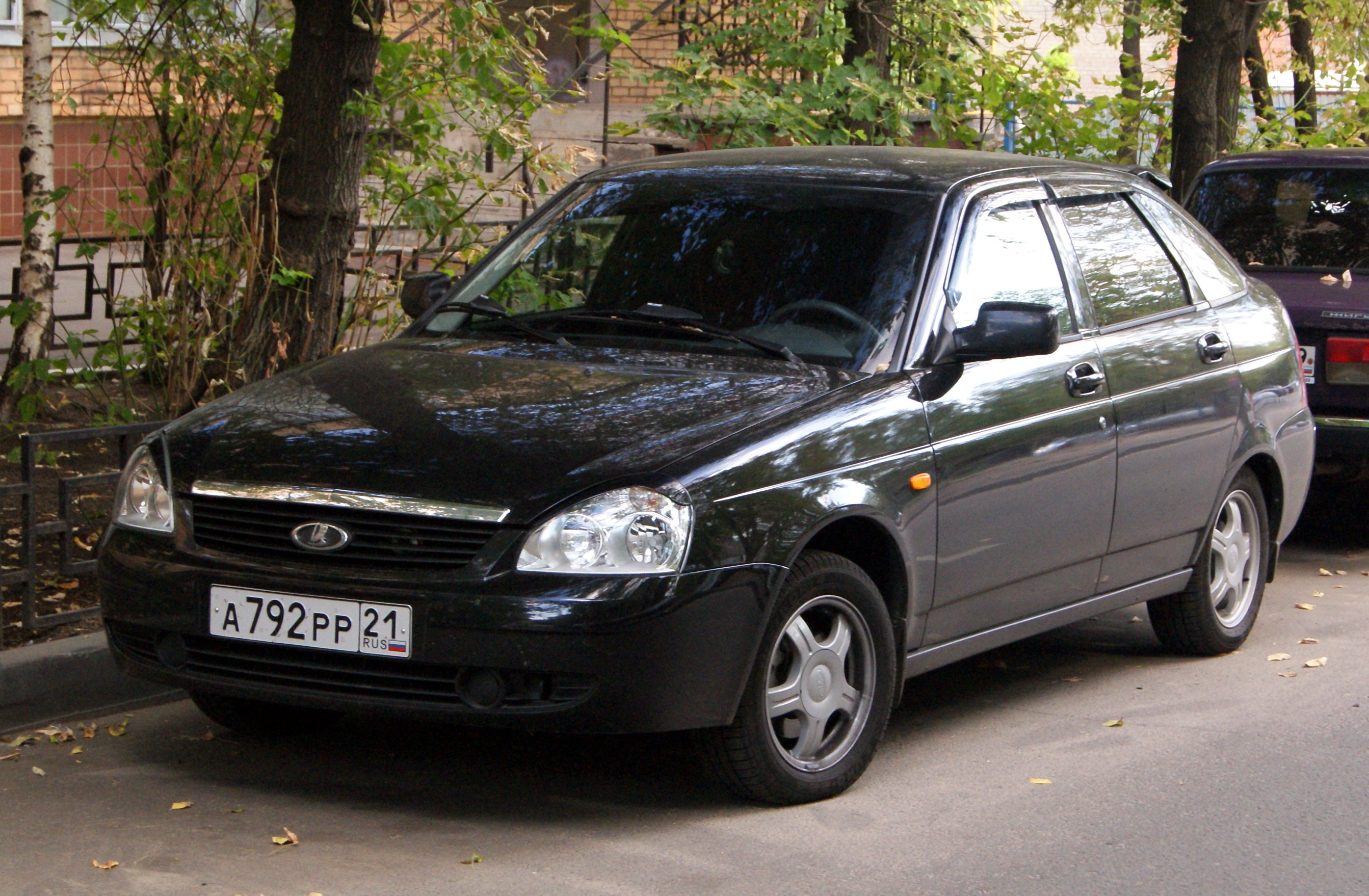
Lada Priora Kombicoupé

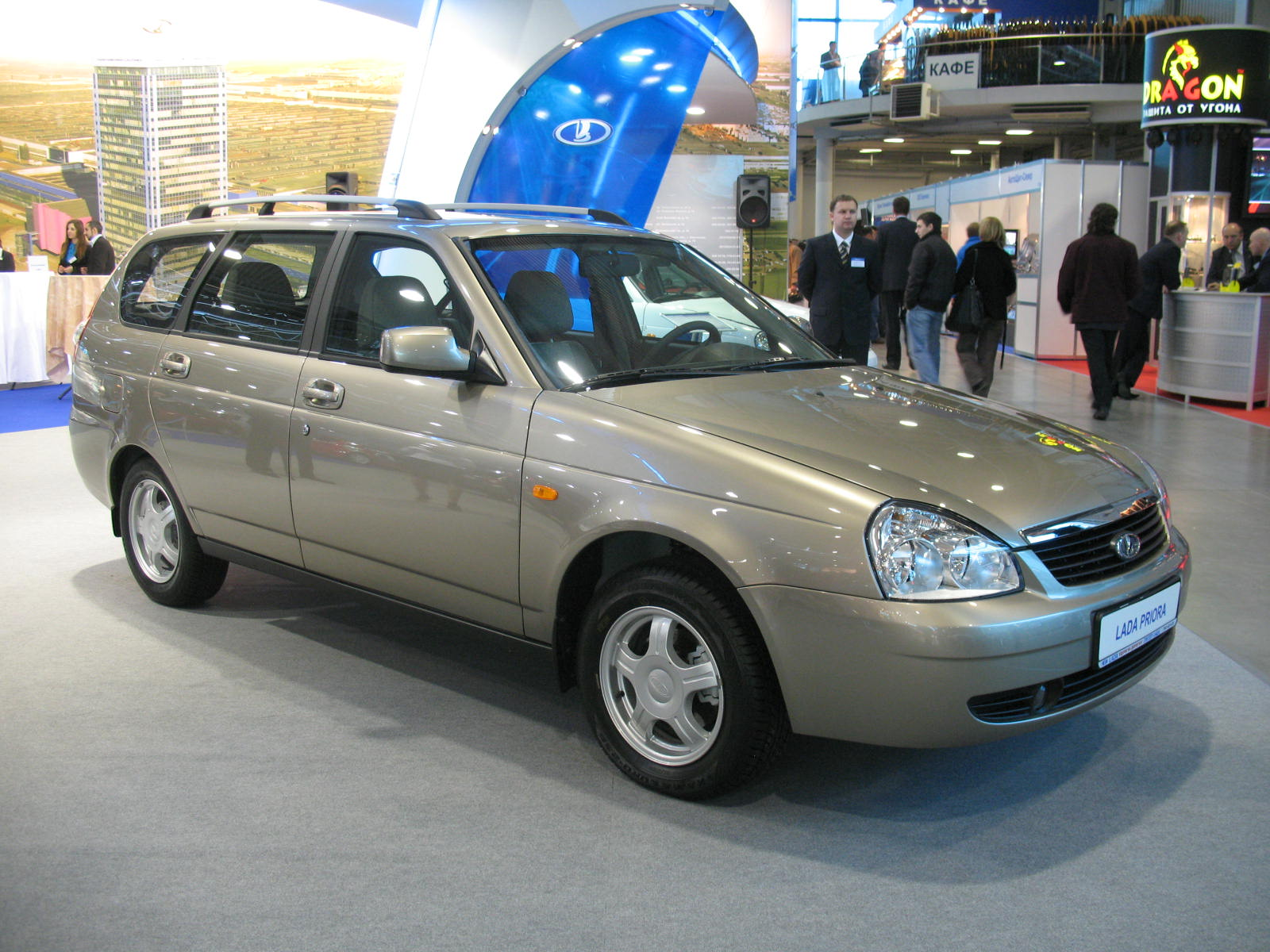
Lada Priora Kombi

- Im Jahre 2011 hat LADA Toljatti die Stufenheckvariante für Europa eingestellt. Ab Mitte 2011 wurde auf dem deutschen Markt das Basismodell Lada Priora Pur mit geringerer Ausstattung für einen Preis von 8900 Euro angeboten.

## Technische Daten
|                                             | Priora 8V (Russland)  | Priora 16V            | Priora 16V (Russland) |
| Bauzeitraum                                 | 03/2007–07/2018       | 03/2007–10/2014       | 03/2007–07/2018       |
| Motorkenndaten                              |                       |                       |                       |
| Motortyp                                    | R4-Ottomotor          | R4-Ottomotor          | R4-Ottomotor          |
| Hubraum                                     | 1596 cm³              | 1596 cm³              | 1596 cm³              |
| max. Leistung bei min−1                     | 64 kW (87 PS) / 5100  | 72 kW (98 PS) / 5600  | 78 kW (106 PS) / 5800 |
| max. Drehmoment bei min−1                   | 140 Nm / 3800         | 145 Nm / 4000         | 148 Nm / 4200         |
| Kraftübertragung                            |                       |                       |                       |
| Antrieb                                     | Vorderradantrieb      | Vorderradantrieb      | Vorderradantrieb      |
| Getriebe, serienmäßig                       | 5-Gang-Schaltgetriebe | 5-Gang-Schaltgetriebe | 5-Gang-Schaltgetriebe |
| Getriebe, optional                          | –                     | –                     | –                     |
| Messwerte                                   |                       |                       |                       |
| Höchstgeschwindigkeit                       | 176 km/h              | 183 km/h              | 183 km/h              |
| Beschleunigung, 0–100 km/h                  | 12,3 s                | 11,5 s                | 11,5 s                |
| Kraftstoffverbrauch auf 100 km (kombiniert) | 7,3 l Super           | 6,5 l Super           | 6,8 l Super           |